# 李梦龄
李梦龄（1903年—1985年），号赐九，男，河北晋县人，中华人民共和国政治人物。

## 生平
早年毕业于北京师范大学史地部，后参加运动，担任河北无极县游击队任第五支队负责人，后升任晋绥军区三分区副政委。1946年，任中共吉辽省委吉北地委书记兼军分区政委。1948年，升任中共吉林省委民运部长兼组织部长。1952年，任中共吉林省委书记。1960年，改任中共吉林省委书记处书记。1977年，任吉林省政协副主席。1980年，吉林省人大人大常委会副主任。